# Haykanowš Danielyan
Haykanowš Danielyan (in armeno Հայկանուշ Դանիելյան?, in russo Айкануш Багдасаровна (Анна Борисовна) Даниэлян?, Ajkanuš Bagdasarovna (Anna Borisovna) Daniėljan; Tiflis, 3 dicembre 1893 – Erevan, 19 aprile 1958) è stata un soprano e pedagogo sovietico di etnia armena.
Vincitrice del Premio di Stato dell'URSS, è stata la prima cantante armena a ricevere il titolo di Artista del popolo dell'Unione Sovietica (1939).

## Biografia
Haykanowš Danielyan nacque a Tbilisi, in Georgia. Nel 1920 si laureò al Conservatorio di Pietrogrado. Tra il 1920 e il 1932 cantò nei teatri d'opera a Pietrogrado e a Tbilisi. Nel 1924, assieme ai cantanti Levon Isetsky e Shara Talyan, partecipò alle rappresentazioni del gruppo lirico Leninakan e si esibì in concerti.
Tra il 1941 e il 1951 insegnò al Conservatorio di Stato Komitas di Erevan. Dal 1949 al 1952 fu direttrice della scuola musicale Pëtr Čajkovskij. Dal 1932 fu solista al Teatro dell'opera di Erevan. Nel 1941, recitò nel film "Film-Concerto armeno" girato presso lo studio televisivo "Yerevan".
Haykanoush Danielyan ha eseguito canzoni e musiche di compositori armeni e stranieri come Pyotr Ilyich Tchaikovsky, Rimsky-Korsakov, Sergei Rachmaninoff, Alexander Glazunov.
Fu membro del Partito Comunista dell'Unione Sovietica dal 1941 e deputata della II legislatura del Soviet Supremo dell'Unione Sovietica (1946-1950), e della I e III legislatura del Soviet Supremo della Repubblica Socialista Sovietica Armena.

## Eredità

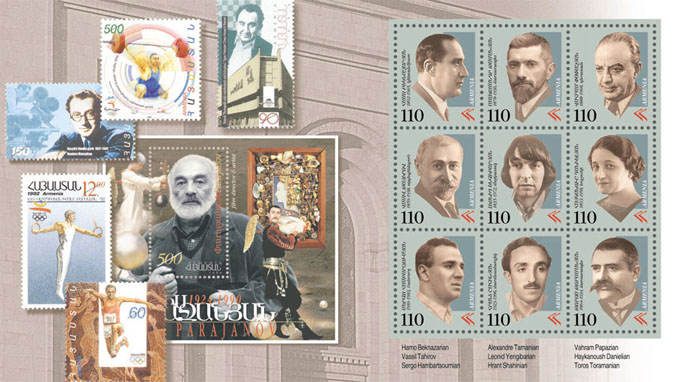
Hamo Beknazarian, Aleksandr Tamanian, Vahram Papazian, Vasil Tahirov, Leonid Yengibarov, Haykanoush Danielian, Sergey Hambartsoumian, Hrant Shahinian, Toros Toramanian

- La Scuola di Arte nel distretto amministrativo di Nor-Nork di Yerevan prende il nome da Haykanoush Danielyan.
- Nel 2000, fu emesso un francobollo dell'Armenia dedicato alla Danielyan.[2]

## Opere
| Autore              | Opera                   | Ruolo                          |
| ------------------- | ----------------------- | ------------------------------ |
| Giuseppe Verdi      | Rigoletto               | Gilda                          |
| Giuseppe Verdi      | La traviata             | Violetta                       |
| Gioachino Rossini   | Il barbiere di Siviglia | Rosina                         |
| Giacomo Puccini     | Madama Butterfly        | Cio-Cio-san (Madama Butterfly) |
| Armen Tigranian     | Anoush                  | Anoush                         |
| Mikhail Glinka      | Una vita per lo Zar     | Antonida                       |
| Giacomo Meyerbeer   | Gli ugonotti            | Margherita di Valois           |
| Tigran Tchoukhajian | Arshak II (opera)       | Olympia                        |

## Onorificenze
- Artista del Popolo dell'USSR (1939).
- Premio di Stato dell'URSS.
- Ordine di Lenin.
- Ordine della Bandiera Rossa del Lavoro.
- Medaglia al merito del lavoro durante la grande guerra del 1941-1945.

## Galleria d'immagini

La casa di Haykanoush Danielyan a Erevan
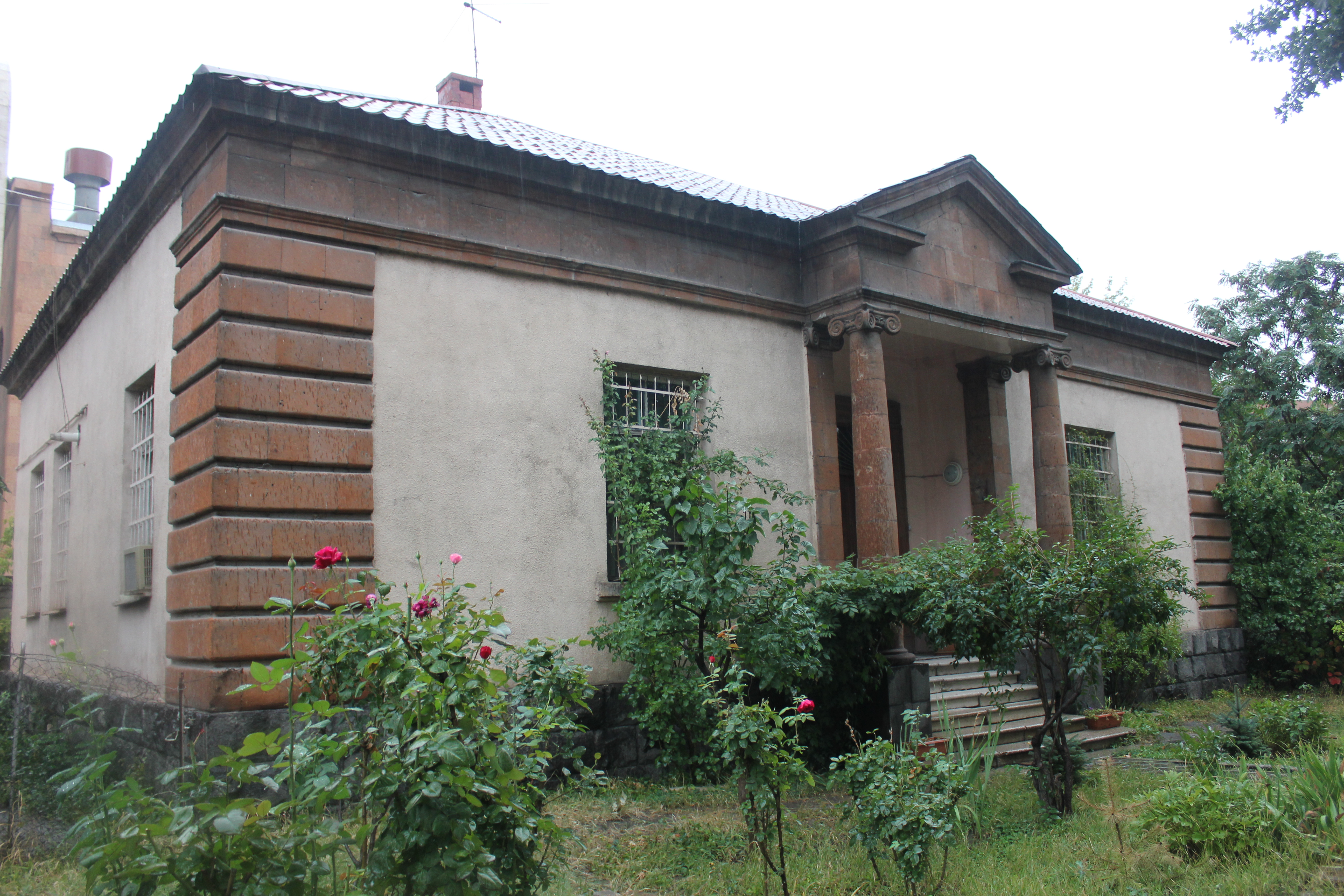
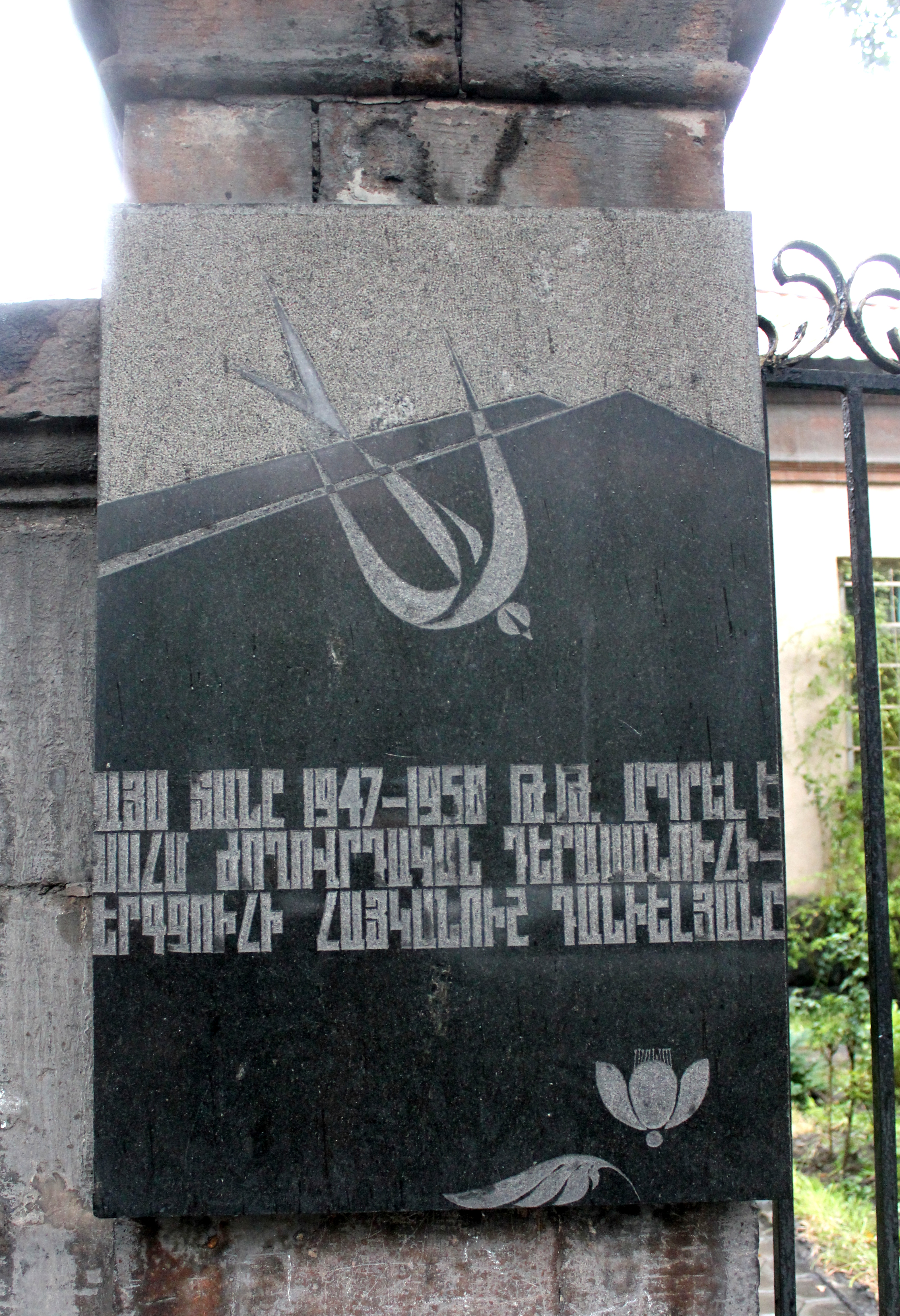
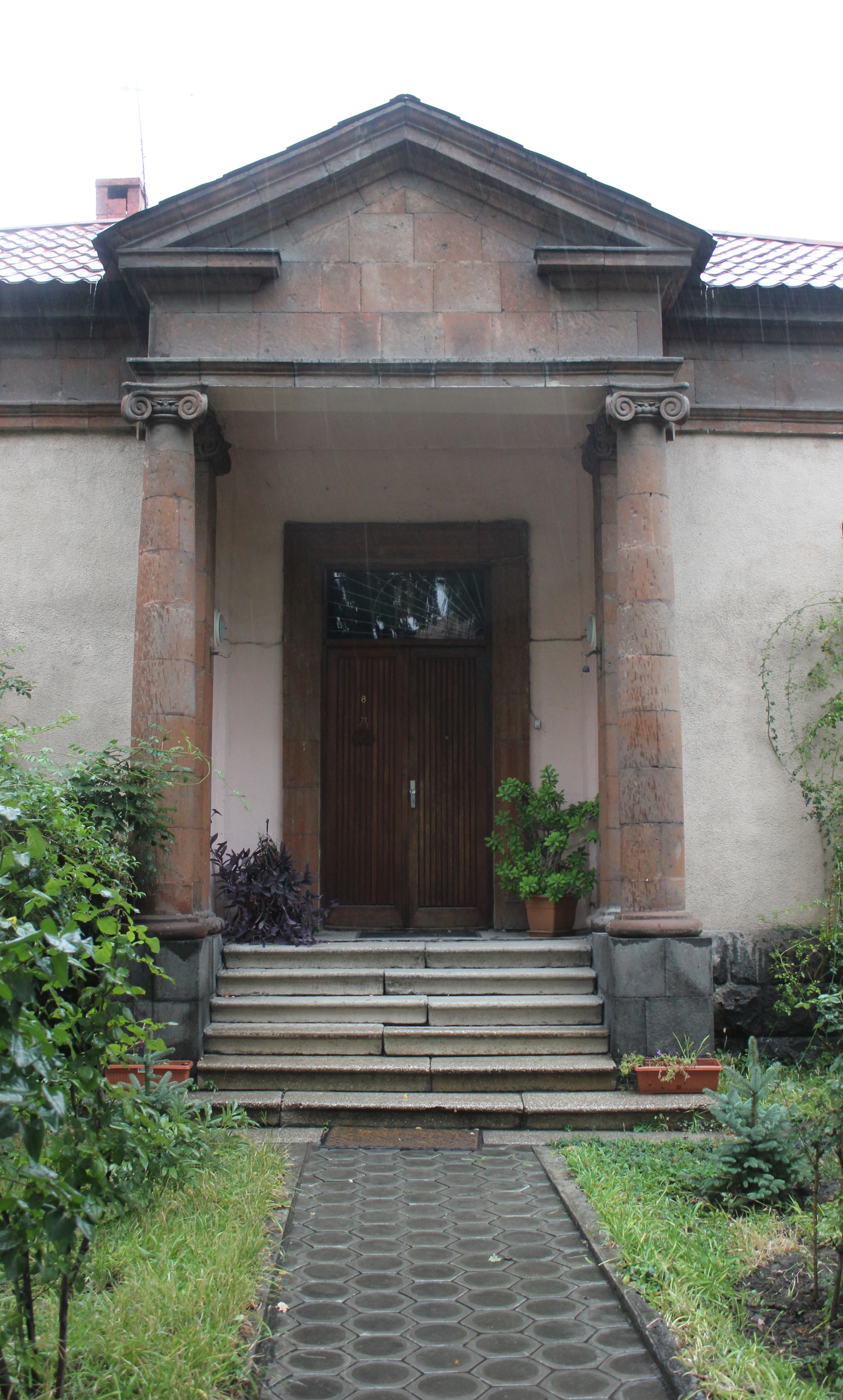